# Корейская федерация традиционного хапкидо
Корейская Федерация Традиционного Хапкидо (кор. 대한 전통 합기도 협회; англ. Korean Traditional Hapkido Federation) Штаб-квартира KTHF расположена в городе Сеул, Республика Корея.

## Цель создания
Корейская Федерация Традиционного Хапкидо была создана и прошла юридическую регистрацию в 2003 году. Целью создания KTHF было объединение клубов и федераций хапкидо для сохранения традиционной системы преподавания хапкидо. Сохранение древних традиций, сложившихся в течение множества веков, системы представлений об устройстве мира и взаимодействии человека с силами природы является основной концепцией KTHF.
- Широкое распространиение хапкидо в мире.
- Устранение противоречий между школами хапкидо.
- Внедрение программы обучения, доступной для освоения любым человеком.
- Повышение квалификации инструкторов и мастеров хапкидо.

## Руководство
Ким Чиль Ён.
Президент и основатель Федерации Традиционного Корейского Хапкидо. Грандмастер 9 дан. Первый мастер высокого уровня,  который приехал в СССР с целью развития и распространения боевого искусства Хапкидо. Прожил в России около 6 лет за которые подготовил несколько инструкторов Хапкидо в городах Санкт-Петербург,  Москва, Воронеж , Липецк , Волгоград .
1971 г. - 1973 г. Наставник Хапкидо в провинции Генсамбукто. 1974 г. – 1977 г. Уполномоченный представитель федерации Теквондо уезда Минен. 1978 г. Уполномоченный представитель федерации Теквондо Южной Кореи. 1978 г. – 1996 г. Профессор государственной информационной академии Южной Кореи. 1980 г. – 1981 г. Один из учредителей Корейской Федерации Хапкидо. 1984 г. – 1988 г. Член оргкомитета по развитию Корейской Федерации Хапкидо. 1989 г. – 1999 г. Заместитель председателя по специальному обучению Корейской Федерации Хапкидо. 1990 г. Организовал показательные выступления и семинары по Хапкидо в СССР. 1993 г. Инициировал открытие академической школы Хапкидо в Ленинграде. 1995 г. Организовал показательные выступления для спецподразделений прибалтийских стран. 1996 г. – 1997 г. Организовал семинары в по Хапкидо для спецподразделений в Санкт-Петербурге и Москве. 1998 г. Организовал и провел семинары в Липецке, создал Липецкое отделение. 1997 г. – 2000 г. Подготовил инструкторов и открыл спортзал в Москве. 1998 г. Начал подготовку инструкторов из Российских городов. 2000 г. По приглашению Воронежской федерации Хапкидо, совместно с демонстрационной командой Корейской Федерации Хапкидо, провел семинар и показательные выступления на которых присутствовало более 1500 человек. 2002 г. В целях сохранения традиционных методов обучения техникам Хапкидо, создал и возглавил Федерацию Традиционного Корейского Хапкидо. 2003 г. Организовал и провел семинар в Липецке. 2004 г. Организовал и провел показательные выступления и семинары во Франции. 2007 г. Создал отделения в Соединённых Штатах Америки. 2009 г. Провел семинар и показательные выступления в Королевстве Оман. 2009 г. По приглашению Воронежской Региональной Федерацией Хапкидо принял участие в международном семинаре по Хапкидо. C 2010 г. является Руководителем Андонской Школы Боевых Искусств "Ан Му Кван" (안무관).

## Структура
Высшее руководство:
Президент, Советник, Члены консультативной комиссии
Среднее звено:
Директор, Тренерская группа, Группа надзора
Управление делами:
комитет по оценке, комитет по образованию, комитет по международному развитию, комитет по соревнованиям, комитет по связям, юридическая служба, комитет по исследованиям, комитет по управлению.

## Филиалы
На сегодняшний день отделения Федерации Традиционного Корейского Хапкидо открыты и работают в  Америке, Венесуэле, Коста-Рике, Колумбии, Эквадоре, Бразилии, Чили, Аргентине, Германии, Франции, Израиле, Судане, Латвии, Саудовской Аравии, Омане, Катаре, Бахрейне, Сингапуре, Малайзии и России.

## Эмблема
Символизм эмблемы.
Познавая себя и окружающий мир, совершенствуясь физически и духовно, человек становится счастливым и справедливым, проживает долгие годы наслаждаясь жизнью и оставляет после себя много прекрасного.
Круг.
У круга нет конца, бесконечность символизирует источник жизненых сил.
Красный и синий цвета.
Символизируют основную движущую силу космоса, единство и борьбу противоположностей.
Символ рук в центре.
Отображает энергетический поток и высокую волну, как взаимодействие сил при нападении и обороне.
Изображение карты мира.
Символизирует стремление к развитию и распространению хапкидо во всем мире.
Девиз под эмблемой.
Разовьем хапкидо во всем мире!
Создадим могучую организацию!

## Адрес
134-830 г. Сеул, район Кангдонг, квартал Мёниль, 312-49, 3 этаж

## Порядок вступления в организацию и положение о присвоении мастерской степени (Дан)
Для вступления в организацию необходимо направить на электронную почту отделения KTHF в вашем регионе:
1. Заявление о приёме.
2. Автобиография.
3. Дан-сертификат (при наличии).
4. Копия паспорта.
5. Цветная фотография.
Данное положение разработано Корейской Федерацией Традиционного Хапкидо для систематизации выдачи документов о присвоении степени мастерства "дан".
Все руководители отделений организации в Корее и в других странах, обязаны строго соблюдать данное положение.
Допуск к аттестации на степень "дан" происходит с соблюдением сроков определённых в данном положении:
2 дан - 1 год, 3 дан - 2 года, 4 дан - 3 года (возраст не менее 20 лет), 5 дан - 4 года, 6 дан - 5 лет, 7 дан - 6 лет, 8 дан - 7 лет, 9 дан - 8 лет (возраст не менее 60 лет)
Заявление о присвоении мастерской степени "дан" могут рассматривать уполномоченные руководители отделений организации самостоятельно до уровня 4 дана.
Для прохождения аттестации на мастерскую степень "дан" кандидат представляет: заявление, 5 цветных фото 3,5 х 4,5 см, копию паспорта, подтверждение оплаты установленного взноса.